# Hospitalero
Hospitalero oder Hospitalera (weiblich) werden in Spanien Personen genannt, die eine Herberge, insbesondere Pilgerherberge, betreuen oder, wenn es keine Herberge gibt oder diese geschlossen ist, Pilger bei sich beherbergen.
Im Fall der spanischen Jakobswege umfasst der Begriff die Personen, die unentgeltlich an Betrieb, Pflege und Erhalt der Pilgerherbergen mitwirken. Sie sollten bereits nach Santiago de Compostela gepilgert sein und Pilger über Wegverlauf, Infrastruktur und zu erwartende Schwierigkeiten bzgl. des Weges in ihrer Gegend informieren können. Weiter sollen sie den Pilgern das Verständnis der Geschichte, Kunst und Kultur der Umgebung der Herberge erleichtern.
Hospitaleros rekrutieren sich teils aus ehemaligen Pilgern, die einen Teil ihres Urlaubs nutzen, nachfolgende Pilger auf ihrem Weg zu unterstützen, teils aus der ortsansässigen Bevölkerung, teils betreiben Jakobusgesellschaften getragen durch ihre Mitglieder ganze Herbergen in Eigenregie (siehe zum Beispiel Azofra, Puente de Itero, Rabanal del Camino).
Bewerbungen für Hospitalerodienste nimmt die Dachorganisation der spanischen Jakobusgesellschaft entgegen, Unterstützung bietet auch die Deutsche St. Jakobus-Gesellschaft.